# Storie (Ammiano Marcellino)
Con il titolo Storie si indicano i Rerum gestarum libri XXXI (o, più brevemente, Res gestae), opera storica che l'ufficiale romano Ammiano Marcellino scrisse a partire dal 380, verosimilmente fino al 392.
Il titolo non è originale. Res gestae viene usato tardivamente da Prisciano di Cesarea e significa "Le cose compiute". Il codice Vaticanus Latinus 1873 gli dà come titolo Rerum gestarum libri, anche se un titolo più realistico sarebbe verosimilmente Rerum gestarum libri ab excessu Neruae.

## Contenuto
(Ammiano Marcellino, Rerum gestarum libri, XXXI, 16, 9)
Una parte dei 31 libri dell'opera viene pubblicata nel 391, mentre gli altri, a partire dal libro XXVI, sono pubblicati negli anni successivi, forse nel 394. Numerosi ricercatori propongono tuttavia una data più tarda; degli indizi suggeriscono che i libri XX a XXII sono stati pubblicati fra il 388 e il 390.  Di tutta l'opera, solamente i libri XIV-XXXI sono noti; questi libri coprono il periodo che va dal 353 al 378 e di cui Ammiano, in quanto membro della guardia imperiale, è stato testimone oculare. Nel 1998, Timothy Barnes ha ipotizzato che le Storie fossero organizzati in gruppi di sei libri e che quelli che ci sono pervenuti siano i libri XIX-XXXVI. Altre teorie difendono che i libri fossero organizzati in gruppi di tre, in particolare i libri XXIII-XXV, consacrati a Giuliano.
Ammiano scrive un misto di biografie imperiali e di storia dell'Impero. Il resoconto cronologico di ogni regno segue una presentazione sintetica di ogni imperatore, con numerose "divagazioni" che interrompono la narrazione per dare al lettore uno sfondo a un determinato argomento. Lo scritto è dettagliato e giudica la virtus e le vitia, cioè le virtù e i difetti del sovrano. Sebbene Ammiano tratti in modo conciso solo la storia da Nerva fino a Giuliano, la prosa è più dettagliata a partire dal libro XV. Gli eventi fino al Libro XXV sono organizzati cronologicamente, mentre dal Libro XXVI in poi appare un'organizzazione più su base geografica. Ammiano si affida a Tacito e cerca di attenersi al soggetto sine ira et studio (senza irritazione o eccitazione). Tacito non è privo di pregiudizi, ma si sforza di ottenere un'imparzialità che Ammiano insegue più della maggior parte degli altri storici dell'antichità.

### Struttura
Nell'opera, vengono prese in esame le vicende dell'impero romano dall'ascesa di Nerva (96) alla morte di Valente nella Battaglia di Adrianopoli (378). Tale Storia, nelle intenzioni dell'autore, doveva costituire la continuazione del lavoro portato a termine circa tre secoli prima da Tacito con le sue Storie. Le Rerum Gestarum Libri XXXI si articolavano originariamente, come appare evidente dal titolo, in trentuno libri, ma i primi tredici sono andati perduti. I rimanenti diciotto libri riguardano il periodo compreso dalla sconfitta di Magnenzio da parte di Costanzo II (353) fino alla Battaglia di Adrianopoli (378).
Nel particolare, il XIV libro tratta di Costanzo Gallo, i libri XV-XXI di Giuliano nel periodo precedente all'instaurazione del suo impero, a cui sono poi dedicati i successivi XXII-XXV. Gli eventi narrati negli ultimi 6 libri si riferiscono ad avvenimenti bellici più o meno sparsi cronologicamente.
La struttura delle Storie segue il seguente schema:
- libri XIV-XVI : La caduta di Costanzo Gallo. La nomina di Giuliano come Cesare in Gallia e i suoi primi successi;
- libri XVII-XIX : Giuliano consolida la frontiera del Reno. In Oriente, Costanzo II lotta contro i Persiani;
- libri XX-XXII : Giuliano è proclamato Augusto in Gallia. Morte di Costanzo II e Giuliano unico imperatore;
- libri XXIII-XXV : Spedizione contro i Persiani e morte di Giuliano. Il breve regno di Gioviano;
- libri XXVI : Valentiniano I e Valente si dividono l'impero;
- libri XXVII-XXX : Spedizione di Valentiniano e morte dell'imperatore; regno di Valente in Oriente;
- libri XXXI : I Goti fuggono l'avanzata degli Unni e si installano nell'Impero Romano. Battaglia di Adrianopoli.

Sebbene vi siano varie, frammentarie, informazioni sui libri precedenti al XIV, il loro contenuto è solamente oggetto di speculazioni. Anche se Ammiano menziona comunque che eventi del II secolo siano già stati menzionati in un libro precedente, è probabile che si sia limitato a presentare gli eventi avvenuti dopo il 96 d.C. in forma condensata dapprima, per potervi ritornare in seguito. Secondo una plausibile teoria avanzata da John F. Matthews, i primi libri sarebbero serviti solo come introduzione al periodo in cui Ammiano visse in prima persona gli eventi narrati.

### Libro XIV
Il libro XIV inizia con la descrizione della caduta di Costanzo Gallo nominato Cesare della parte orientale dell'impero dal suo parente l'imperatore Costanzo II, e che Ammiano descrive nella luce più nera possibile. Costanzo Gallo, avendo gestito varie questioni in modo estremamente maldestro, venne denunciato e richiamato dall'imperatore, per essere infine giustiziato. Quanto alla moglie, Costantina, Ammiano la descrive come "una bisbetica mortale".
Ammiano è la fonte più importante della rivalità tra l'Impero Romano e l'Impero sassanide sotto Shapur II, dato che partecipò a queste guerre. Descrive lo scambio di note tra Roma e i Persiani nell'anno 358 e riporta in modo fedele e acuto l'invasione di Shapur II nel 359, l'assedio e la caduta di Amida, così come l'escursione di Giuliano contro i Persiani nel 363. Critica la strategia difensiva dell'imperatore Costanzo II, alla quale preferisce di gran lunga la strategia offensiva di Giuliano, anche se la spedizione di Giuliano si concluse con una sconfitta a Ctesifonte e Costanzo era stato relativamente più efficace.

### Giuliano e Costanzo
Ammiano giudica molto duramente Costanzo II. La paura dell'imperatore di complotti e usurpazioni, così come le sue reazioni esagerate, sembravano deplorevoli ad Ammiano. È fortemente critico nei confronti della politica estera di Costanzo II e lamenta l'influenza dell'imperatrice (intendendo soprattutto quella della sua seconda moglie Eusebia) e degli eunuchi di corte. Il suo giudizio è altrettanto severo sulle guerre civili che Costanzo II dovette affrontare.  Al contrario, lo loda per la sua politica economica e la sua devozione allo Stato e all'esercito; ma, nel complesso, il giudizio di Ammiano su questo imperatore rimane negativo.
I giudizi duri nei confronti di Costanzo si contrappongono a quelli positivi su Giuliano, l'ultimo imperatore pagano la cui morte mette fine alla sua opera. Giuliano è senza dubbio l'eroe delle Storie e, nonostante le poche critiche che gli vengono rivolte, Giuliano rimane per Ammiano l'imperatore ideale. Ammiano potrebbe aver fatto la conoscenza di Giuliano in Gallia, dove il giovane cesare, nominato dall'imperatore Costanzo II, combatté con successo contro gli Alamanni e seppe fortificare il confine. Questa presa di possesso della Gallia viene già descritta da Ammiano con la massima ammirazione, tuttavia trascurando la condotta poco onorevole di Giuliano nei confronti dei generali Ursicino e Marcello. La rivolta che ha portato alla proclamazione di Giuliano imperatore all'inizio del 360, fu innescata dalla richiesta di Costanzo II di inviare due legioni per aiutarlo nella lotta contro i Persiani, è presentata da Ammiano come un'azione spontanea delle legioni galliche. Si tratta di fatto di un'usurpazione, possibilmente organizzata da Giuliano.

### La fine dell'opera
Dopo la morte di Giuliano, Ammiano riporta alla fine del libro XXV notizie del breve regno di Gioviano, la pace del 363 (che egli descrive come un accordo "vergognosissimo" ed "ignobile"). Il libro XXVI descrive l'inizio del regno congiunto di Valentiniano I e di suo fratello Valente. I libri che seguono ripercorrono il corso delle vittoriose campagne di Valentiniano contro i Germani, fino alla repressione di un'insurrezione in Africa da parte di Teodosio il vecchio, il padre dell'omonimo imperatore Teodosio I. Descrive anche la situazione in Oriente, dove Valente è in difficoltà. Al contrario, Valentiniano, che Ammiano stenta ad ammirare, riceve un giudizio piuttosto positivo per via dei suoi, seppur limitati, successi militari che l'autore gli riconosce. Probabilmente anche la tolleranza religiosa di Valentiniano potrebbe avere contribuito a questo giudizio, forse in contrasto con quella di Teodosio I, che ha proclamato il cristianesimo come religione di Stato senza però portare avanti una sistematica persecuzione contro i pagani.
Infine, nel libro XXXI, Ammiano racconta dell'invasione degli Unni, di cui Res gestae rimane la principale fonte di informazione, del declino del regno dei Grutungi, dell'attraversamento del Danubio da parte dei Visigoti e della loro richiesta di stabilirsi nell'Impero romano. Il punto finale dell'opera è posto dopo l'insurrezione dei Goti e la disastrosa battaglia di Andrinopoli nel 378, dove l'esercito d'Oriente viene in gran parte distrutto e Valente rimane ucciso. Questa sconfitta è considerata da Ammiano come una delle peggiori per l'Impero, pari a quella di Canne.

## Le fonti alla base dell'opera
La questione delle fonti utilizzate da Ammiano è un tema di discussione con opinioni divise. Anche se Ammiano non dà quasi nessuna indicazione al riguardo, è certo che ha consultato iscrizioni e archivi, nonché probabilmente i quaderni di Giuliano, ormai perduti, sulla battaglia di Argentoratum.
Altrettanto problematica è la questione di quali fonti Ammiano abbia usato per i primi libri — i quali non ci sono pervenuti. È molto probabile che si sia servito della Storia romana di Cassio Dione che arriva al 229, così come dimostrano gli studi di letteratura comparata, della Storia dell'impero di Erodiano, che riporta eventi avvenuti dal 180 al 238. Altre possibili fonti includono Dessippo e la sua Cronaca (fino al 270) e una storia delle guerre germaniche, Skythikà, opere che descrivono entrambi gli eventi a lui contemporanei. Infine, potrebbe aver usato Eunapio, un pagano militante, come un'estensione di Desippo, ma questa è un'ipotesi controversa.
Probabilmente Ammiano ha tratto informazioni da altre fonti latine. Tra queste possibili fonti vi sono la Enmannsche Kaisergeschichte, una storia imperiale conosciuta solo attraverso un breviario del IV secolo, ma che doveva trattare della storia fino al periodo di Costantino o addirittura fino al 357, De Caesaribus di Aurelio Vittore, così come Mario Massimo, anche se Ammiano parla d iquest'ultimo in termini poco lusinghieri. Infine vi è una serie di biografie imperiali, da Nerva a Eliogabalo, che sicuramente fanno parte del corpus di fonti consultate. Anche gli Annali di Virio Nicomaco Flavio, ormai dispersi, sono una fonte spesso citata. Un confronto tra Ammiano e il cronista bizantino Giovanni Zonara suggerisce che entrambi abbiano usato la stessa fonte, nota in tedesco come Leoquelle (da Leon Grammatikos, inizio XI secolo), che — come suggerisce Zonara — potrebbe essere identificata negli Annali di Nicomaco Flavio.
A partire dal Libro XV, Ammiano si basa principalmente sulla propria esperienza e su varie testimonianze oculari, che integra con varie altre fonti.  Bruno Bleckmann, tuttavia, mette in discussione questa opinione diffusa, sostenendo invece che le fonti primarie hanno avuto un ruolo minore di quanto gli studiosi generalmente credano. Già Walter Klein aveva avanzato qualcosa di simile in un suo ampio studio. Secondo Bleckmann, Ammiano si è affidato negli ultimi libri (per esempio per le biografie di Valentiniano e Valente) a fonti letterarie alle quali si sono aggiunte varie fonti ecclesiastiche. Già prima di Bleckmann, Hans Christof Brennecke ipotizzava che Ammiano si sarebbe basato su diverse fonti cristiane, tra cui una storia della Chiesa ariana.

## Le digressioni
L'opera di Ammiano Marcellino non è importante solamente come fonte di informazioni sulle invasioni barbariche, ma anche, per quanto riguarda la storiografia antica, soprattutto greca, a causa delle numerose divagazioni che interrompono la struttura formale delle biografie imperiali. Ammiano tratta, tra l'altro, di geografia (non sempre senza errori), etnografia, storia naturale e questioni militari. Fra l'altro, è uno dei pochi storici dell'antichità con esperienza militare. La struttura di queste divagazioni è quasi sempre la stessa: introduzione, esposizione e conclusione dell'autore. A volte capita anche che una digressione contenga altre digressioni, come in quella sui Parti, che contiene un'esposizione su "I Maghi".
Queste digressioni, non così importanti presso gli altri storici dell'antichità, tranne per Erodoto, offrono una sorprendente gamma di temi: il lettore vi scopre la Persia dei Sasanidi, i Germani, i Celti della Gallia e gli Unni. Il giudizio di Ammiano sui barbari (fra i quali non include i persiani) risulta stereotipato, sia per quanto riguarda la storiografia tradizionale che per le sue rivalutazioni moderne. La forma letteraria che assume lo scritto nei tratti sulla storia della scienza, che svolge un ruolo importante in queste divagazioni, spiega gran parte del fascino e del valore dell'opera. Ammiano si basa principalmente su opere greche celebri (prendendo spunto a volte da fonti miste, come dei riassunti), ma anche su autori latini come Sallustio e Giulio Cesare. Ad eccezione di alcuni casi specifici, è difficile identificare con esattezza le varie fonti, anche se Ammiano menziona come fonte specificamente Timagene di Alessandria, la di cui quale opera aveva influenzato altri scrittori antichi.
Queste digressioni servono anche da "interludio" per orientare il lettore prima dell'inizio di un nuovo capitolo. Ad esempio, la digressione sulle macchine d'assedio ha per obiettivo di fornire informazioni essenziali per la comprensione del capitolo successivo sulle guerre persiane di Giuliano. Nella sua digressione su Roma, descrive la vita e il degrado della morale del IV secolo, mentre esprime la sua ammirazione per la gloria passata della città. Il ritratto, molto accurato nei dettagli, che egli disegna è opinabile ed è impossibile stabilire le ragioni di questa decadenza. Ammiano non tratta mai di Costantinopoli.
Descrive anche diverse province dell'Impero, come l'Egitto, scrive della giustizia, delle strutture della pubblica amministrazione e degli obelischi egiziani di Roma. Comprende una descrizione dettagliata del maremoto che ha devastato le coste orientali del Mediterraneo nel 365 (terremoto di Creta del 365). Descrive le caratteristiche di un terremoto, il ritiro delle acque e l'improvviso assalto delle enormi onde. Gavin Kelly vede nella descrizione del maremoto e delle sue conseguenze una metafora dello stato dell'Impero dopo la morte di Giuliano, rimasto senza un capo di fronte alle ondate barbare, prefigurando la caduta di Andrianopoli nel 378, una catastrofe per l'Impero Romano. Il maremoto fu la prima volta che l'Impero Romano rimase senza un capo alla testa. Gli ultimi sei libri sono quasi privi di tali digressioni, anche se Ammiano inserisce qua e là numerose aggiunte che riguardano gli Unni o i Traci.

## Metodo storiografico e stile di scrittura
...»
...»
(Storie, XXVI,1,1)
Come afferma l'autore stesso, Ammiano è convinto che la storia debba, nei suoi avvenimenti, essere selezionata ed esposta nella cosiddetta brevitas:
...»
...»
(Storie, XXVIII,1,2)
L'opera di Ammiano è inframezzata da ellenismi e spesso riflette uno stile letterario tipico della tarda antichità. Utilizza combinazioni di parole insolite che a volte rendono difficile la comprensione del testo. Ammiano attinge a una lingua letteraria latina ormai ben consolidata e usa un ritmo molto accentuato nella sua prosa (cursus planus, cursus tardus e cursus velox), dando già un assaggio della prosa letteraria medievale.
Oltre a queste caratteristiche di stile, Ammiano scrive con chiarezza, si limita all'essenziale e utilizza molti esempi o aneddoti per illustrare i suoi giudizi. Lo storico dell'antichità Roger Blockley scrive che il numero e la portata degli esempi utilizzati da Ammiano non hanno eguali nella letteratura storica dell'antichità latina.
Ammiano vuole convincere il lettore con la sua retorica, per condividere con lui la sua visione delle cose, caratteristica tipica della storiografia antica, senza mettere da parte la sua responsabilità di trasmettere la verità. Allo stesso tempo, le virtù attribuite all'imperatore devono esercitare un'influenza pedagogica sul lettore, essendo Ammiano convinto che le mancanze degli individui siano state la causa principale del declino dell'impero. 
Vengono anche usate pochissimo certi artefici stilistici molto in voga nella storiografia antica, come riportare i discorsi pronunciati dai personaggi storici: questa pratica, malgrado il fatto che i discorsi riportati potessero essere verosimili, creando un notevole impatto sul lettore, rimangono comunque invenzioni create dagli storici. Le Storie non contengono che 13 discorsi  (4 di Costanzo, 7 di Giuliano e 2 di Valentiniano).
Nella sua opera, inoltre, Ammiano fa costanti allusioni all'opera di altri autori, dimostrando la vastità delle sue conoscenze e l'interesse per una vasta gamma di argomenti sia di storia che di diritto, che si ritrova anche nelle "digressioni". La sua grande erudizione (ha familiarità con Platone, Cicerone, Livio, Sallustio e le maggiori opere di Tacito) e la grande varietà di fonti che utilizza spiegano la ricchezza delle sue descrizioni.

## Trasmissione e riscoperta dell'opera
Mentre Ammiano ancora era in vita, l'opera godeva di grande reputazione, ma venne in seguito poco utilizzata, tra l'altro a causa del suo stile sofisticato. Non è impossibile che lo storico romano Sulpicio Alessandro l'abbia avuta sotto mano all'inizio del V secolo. L'autore di Historia Augusta ha utilizzato le Storie, così come altre fonti comuni (come Cassio Dione), rinominando però Ammianus Marcellinus come "Fabius Marcellinus" o "Valerius Marcellinus".  Vi sono dei ravvicinamenti stilistici fra le due opere, come l'uso della rara parola carrago, presente nell'ultimo libro di Ammiano, pubblicato alla fine del IV secolo. Nel VI secolo, solo il grammatico romano Prisciano di Cesarea sembra conoscere l'opera di Ammiano Marcellino, tanto che riporta una citazione dal XIV libro. Si presume quindi che i primi tredici libri fossero già andati perduti ai tempi di Prisciano. 
Le Storie di Ammiano Marcellino sono state tramandate da sedici manoscritti medievali; due risalgono al IX secolo, gli altri al XV secolo. Solamente undici manoscritti sono completi, includendo i libri dal XIV al XXXI. 
Le Storie vennero riscoperte solo all'inizio del XV secolo. Nel 1417 Poggio Bracciolini visitò il monastero di San Gallo mentre partecipava al Concilio di Costanza; si recò quindi all'abbazia di Fulda, dove scoprì un codice delle Res gestae databile al IX secolo (il Codex Fuldensis). L'opera di Ammiano fu pubblicata per la prima volta a Roma nel 1474: questa editio princeps, che contiene soltanto i libri XIV-XXVI, è basata sul Codex Fuldensis, ora conservato nella Biblioteca apostolica vaticana come Vaticanus Latinus 1873. È dubbio se il Codex Fuldensis, che comprende tutti i libri superstiti dal XIV al XXXI, derivi dal Codex Hersfeldensis, redatto anch'esso alla fine del IX secolo, o se invece entrambi derivino da un archetipo comune, ma il Codex Hersfeldensis, ad eccezione di alcune pagine e frammenti, è andato interamente perduto, cosicché il Codex Fuldensis rimane l'unico testimone diretto delle Res gestae. Di esso esiste una copia fatta da Niccolò Niccoli nel XV secolo.
Un'edizione comprendente i libri XIV-XXVI è pubblicata nel 1474 da Angelo Sabino a Roma e da Johannes Frobenius nel 1518 a Basilea. È l'edizione curata da Mariangelo Accursio ad Augusta nel 1533 a comprendere per la prima volta anche i libri dal XXVII al XXXI. Un'edizione curata da Sigismund Gelenius dello stesso anno e basata sul Codex Hersfeldensis permette di ricostruire il testo, malgrado numerosi errori di tradizione, dovuti anche allo stile di Ammiano Marcellino. L'edizione latina del testo più comunemente adottata nel XXI secolo si deve a Wolfgang Seyfarth. Nel 2011 è stata pubblicata un'edizione con commenti storici e filologici.